# Gojijeon
Gojijeon é um filme de drama sul-coreano de 2011 dirigido e escrito por Jang Hoon. Foi selecionado como representante da Coreia do Sul à edição do Oscar 2012, organizada pela Academia de Artes e Ciências Cinematográficas.

## Elenco
- Shin Ha-kyun - Kang Eun-Pyo
- Go Soo - Kim Soo-Hyeok
- Lee Je-hoon - Shin Il-Young
- Ryu Seung-soo - Oh Gi-Yeong
- Ko Chang-seok - Yang Hyo-Sam
- Kim Ok-bin - Cha Tae-Kyeong